# Operace Hailstone

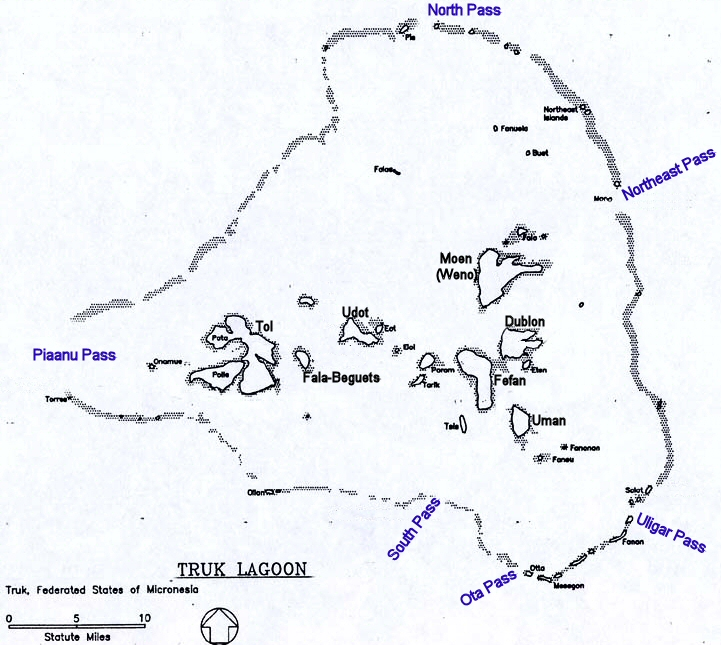
Mapa atolu Truk

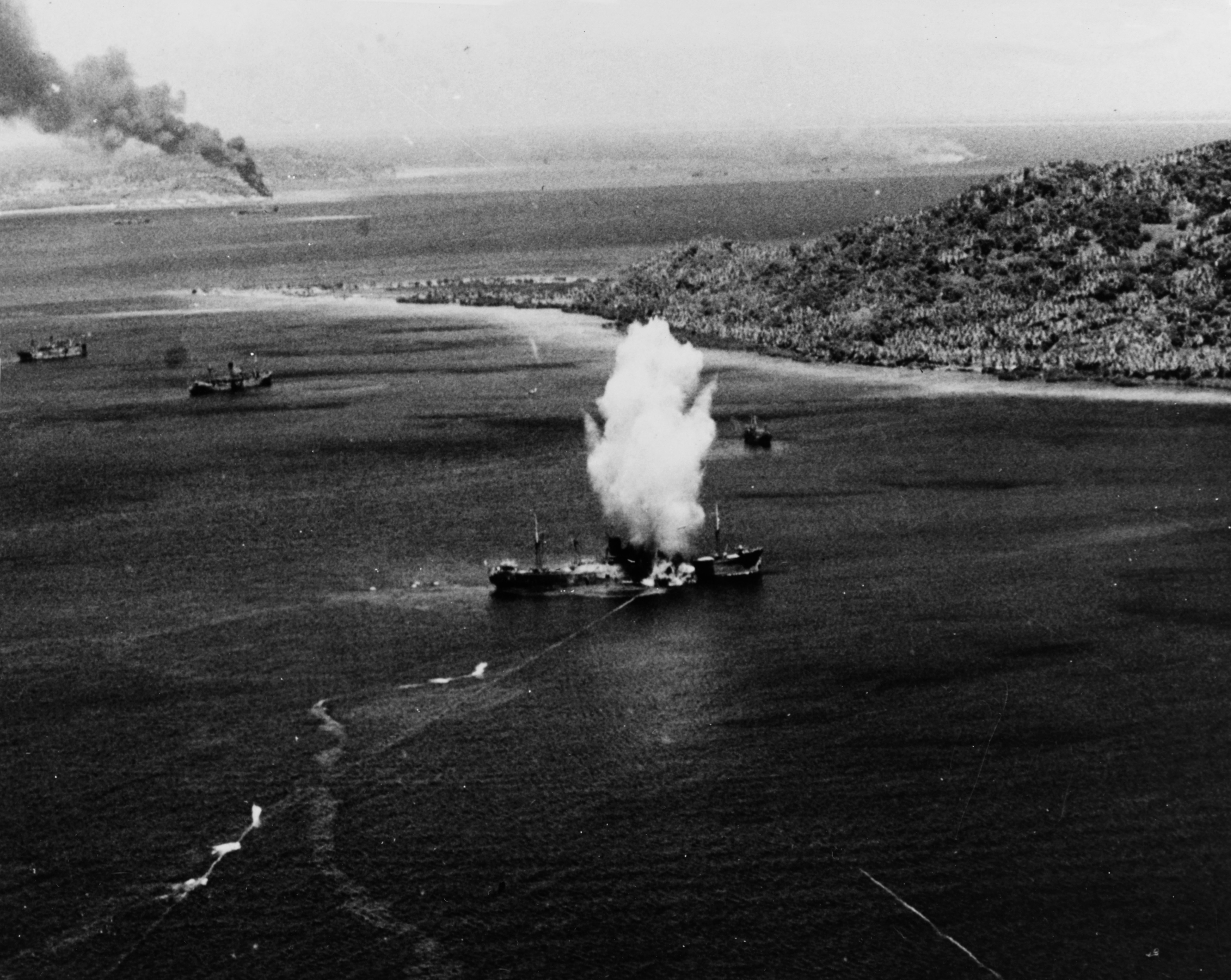
Japonský transport po zásahu leteckým torpédem Bliss-Leavitt Mark 13

Operace Hailstone byla série amerických leteckých a námořních útoků proti japonské základně na atolu Truk ve dnech 17.–18. února 1944.

## 17. únor 1944

### Počátek útoku
Ve čtvrtek 17. února 1944 za svítání odstartovalo ve vzdálenosti 90 mil severovýchodně od Truku 72 amerických stíhacích letounů. Ve vzdušných soubojích zničily 30 japonských letadel a dalších 40 rozstřílely na zemi. Na mateřské lodě se nevrátily pouze Hellcaty.
Poté dorazily na místo střemhlavé a torpédové bombardéry a vzaly si za cíl japonská letiště na ostrovech Moen, Param a Fefan a asi 50 obchodních lodí v laguně.

### Počátek masakru konvoje 4215

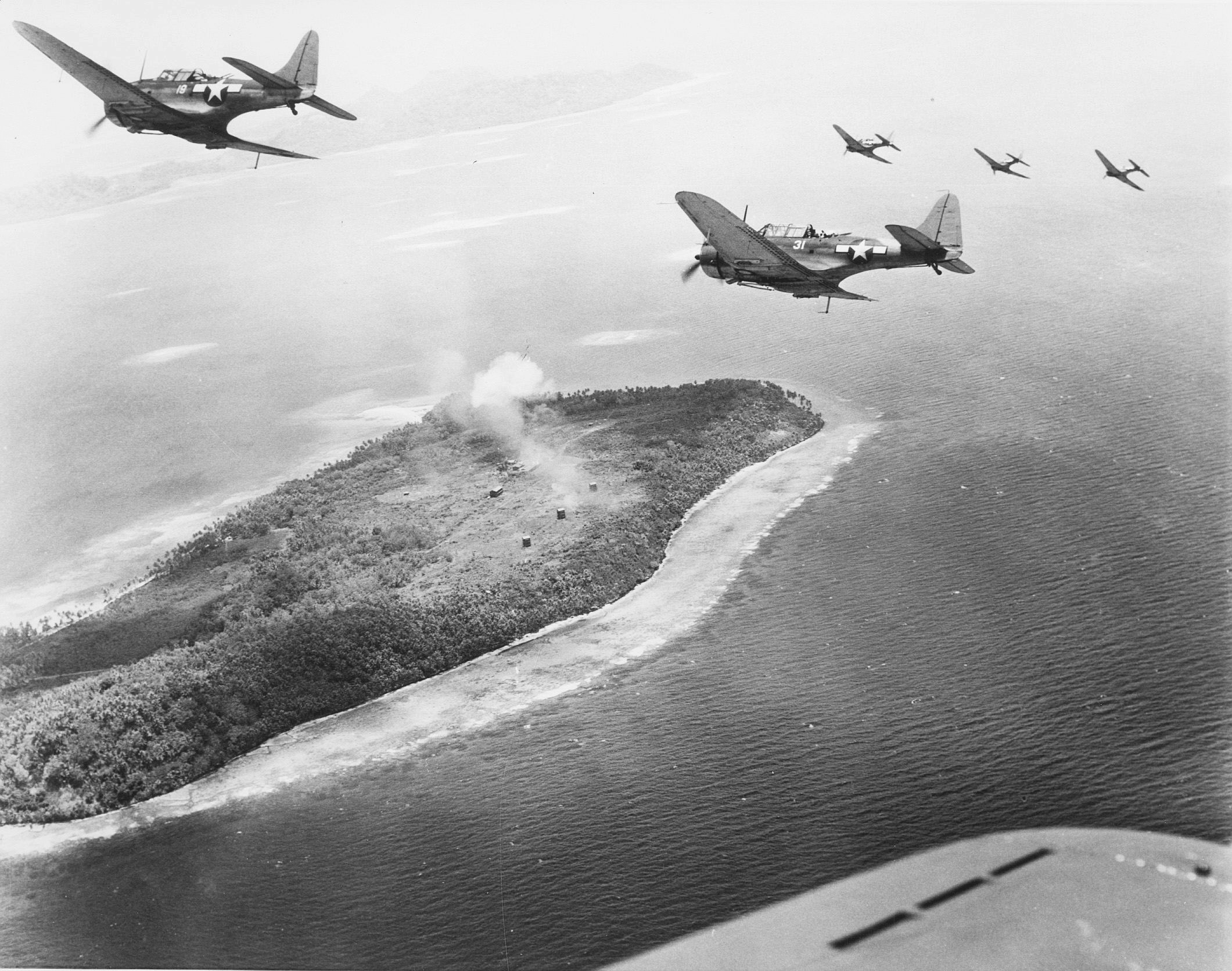
Bombardéry SBD-5 Dauntless nad Trukem

V 5:04 objevily torpédové bombardéry z letadlových lodí USS Yorktown, USS Intrepid, USS Bunker Hill a USS Cowpens skupinu japonských lodí (konvoj 4215) snažících se uniknout na sever a zaútočily na ně. Jádrem svazu byl pomocný křižník Akagi Maru eskortovaný školním křižníkem Katori, torpédoborci Maikaze a Nowaki a minolovným trawlerem Šonan Maru č. 15 (355 BRT) do Jokosuky.
Na palubě Akagi Maru bylo kromě posádky i 617 uprchlíků. Při útoku byl křižník Katori těžce bombardován a zasažen i torpédem a Maikaze utrpěl menší poškození. Akagi Maru byl rovněž bombardován, ale neutrpěl větší poškození. Nejméně jeden letoun byl sestřelen. Další americké letecké útoky se už soustředily výhradně na něj. V 7:30 byly japonské lodě napadeny skupinou letadel z letadlových lodí Yorktown, Essex a Cabot. Ty zasáhly Akagi Maru jednou bombou do předního prostoru č. 2 a způsobily lodi těžké poškození. Během třetího leteckého útoku v 9:10 utrpěl pomocný křižník přímý zásah pumou, která pronikla do prostoru č. 5 na pravoboku, zapálila palivo v blízkých zásobnících a způsobila katastrofální požár. V 9:55 další bomba zasáhla prostor č. 5 na levoboku. Po tomto zásahu Akagi Maru ztratil chod a zůstal bezmocně driftovat ve vlnách. Požár se mezitím dostal ke skladištím střeliva a lodí otřáslo několik mohutných explozí. V 10:30 nařídil kapitán Kurosaki opustit loď. Většinu posádkyvzal na palubu školní křižník Katori (a později s ním klesla ke dnu) a bezvládnou loď potopily v 10:47 doprovodné lodě v severním příjezdu do laguny. Zahynulo 788 námořníků včetně velitele a 512 uprchlíků (později se zbytek svazu stal terčem útoku amerických hladinových lodí; viz dále).

### Útok na vojenské lodě ve vodách atolu
Dalšího úspěchu dosáhly letouny z letadlových lodí Bunker Hill a Cowpens 35 mil západně od Truku, kde napadly ve třech vlnách lehký křižník Naka. První dvě vlny loď sice vůbec nezasáhly, ale při útoku třetí vlny byl Naka zasažen torpédem a následně pumou, po jejímž výbuchu se rozlomil na dvě části. Zahynulo na něm asi 240 členů posádky. 210 lidí včetně kapitána Sutezawy zachránily strážní čluny. Další letouny zasáhly torpédem do strojovny torpédoborec Tačikaze, který se potopil zádí napřed v atolu Kuop, jež začíná asi 2 míle jižně od Truku. Počet přeživších není znám, ale ztráty posádky byly těžké. Piloti z letadlové lodi USS Enterprise zasáhli torpédem torpédoborec Fumizuki, který ztratil chod a začal se pomalu nořit pod hladinu. Posádka bezvládnou loď opustila a remorkér se ji snažil odtáhnout, ale po několik hodinách musel veškeré pokusy vzdát. Poškozen byl i pomocný stíhač ponorek č. 20.

### Letadla proti transportním lodím

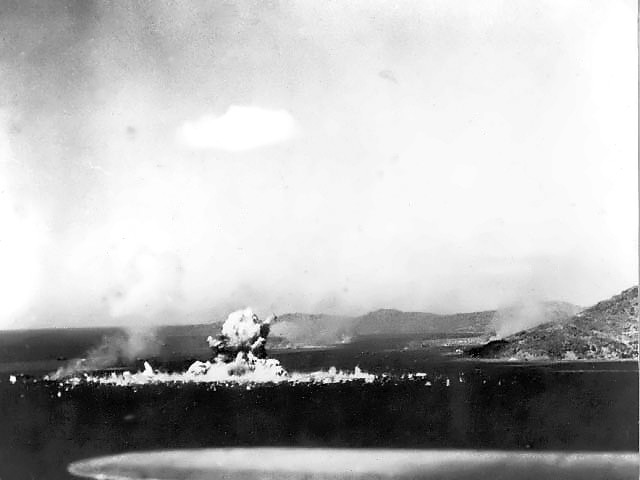
Výbuch muniční lodi

Za svítání zaútočila část letadel z Intrepid na kotviště 4. flotily u východního pobřeží ostrova Dublon. První z letounů zasáhl bombou důstojnickou jídelnu na transportní lodi Aikoku Maru (ex pomocný křižník) a v krátkém sledu zasáhly loď další tři bomby. Na lodi se po zásahu začal rychle šířit požár. Během dalšího útoku asi v 8:30 zasáhl bombardér typu Grumman TBF Avenger leteckým torpédem příď Aikoku Maru. V nákladovém prostoru č. 1 explodovala munice, naložená o den dříve. Na lodi bylo nacpáno v provizorních kajutách i 600 vojáků 1. obojživelné brigády. Obrovská exploze rozmetala celou přední část lodi až k můstku a zničila i útočící bombardér. Tlaková vlna z výbuchu v jednom momentu zabila stovky vojáků zdržujících se ve svých kajutách. Transportní loď se potopila během jediné minuty. Zahynula většina posádky včetně velitele a asi 945 námořníků a vojáků. Masakr přežilo pouze 86 lidí.
Avengerům z Bunker Hill se podařilo zasáhnout rovněž dopravní loď letadel Fudžikawa Maru (6 938 brt) u ostrova Eten, kam právě dopravila 30 bombardérů Nakadžima B6N. Posádce se ale podařilo loď udržet na hladině a vyložit ještě 250 tun nákladu.
V 9:00 zaútočily bombardéry z letadlové lodi Yorktown v doku u ostrova Fefan na transportní loď Kijozumi Maru (ex pomocný křižník), která byla už těžce poškozená po útoku americké ponorky z 1. ledna, a zasáhly ji torpédem. Asi ve 13:30 zasáhli piloti z Enterprise několika bombami lodní můstek a loď klesla ke dnu. Zahynulo 43 námořníků včetně velitele.
Ve 12:50 napadlo pět střemhlavých bombardérů Helldiver a torpédové bombardéry Avenger z Bunker Hill na kotvišti 6. flotily jihozápadně od ostrova Uman z větší části vyloženou transportní loď Amagisan Maru (7 620 brt) a zasáhlo ji jednou bombou a později dvěma torpédy před můstkem na pravoboku. Loď zachvátily plameny a hustý černý dým z vybuchujících sudů s leteckým benzínem. Po 15 minutách se Amagisan Maru začala potápět.

### Japonská odveta
Japonci dokázali vyslat proti TF 58 jen sedm torpédových letounů. Jeden z nich však těžce poškodil leteckým torpédem letadlovou loď Intrepid, jež byla vyřazena ze služby na několik měsíců. Navíc zahynulo 11 námořníků a 17 dalších bylo zraněno.

### Konec konvoje 4215
Krátce po poledni uspořádala hon na několik japonských lodí, které se snažily uniknout severním směrem, operační skupina TG 50.9 složená z bitevních lodí Iowa a New Jersey, letadlové lodi Cowpens, těžkých křižníků Minneapolis a New Orleans a čtyř torpédoborců pod velením admirála Raymonda A. Spruance. Boj začal asi ve 13:00 ve vzdálenosti 40 mil severozápadně od atolu, když torpédoborec Maikaze vypálil ze vzdálenosti 7 000 yardů salvu torpéd, která neškodně proplula mezi oběma bitevními loděmi. Pak se Maikaze dostal do křížové palby těžkých křižníků Minneapolis a New Orleans, začal hořet na zádi, kde pravděpodobně vybuchlo jedno skladiště střeliva, a ve 13:43 klesl s celou posádkou ke dnu. Bitevní loď New Jersey pak zničila pětipalcovou baterií na levoboku minolovného trawleru Šonan Maru č. 15. Bitevní loď Iowa se mezitím zaměřila na zmrzačený školní křižník. Katori sice vypálil na Američany torpéda, ale žádné nezasáhlo (stejně neúspěšný byl i torpédový útok amerických torpédoborců). Po čtvrté salvě Iowy začal japonský křižník hořet, o 11 minut později se převrátil na levobok a zádí napřed se potopil. V místě, kde se Katori potopil, byla poté údajně zpozorována velká skupina trosečníků, avšak Američané nevylovili nikoho. Uniknout dokázal pouze torpédoborec Nowaki, i když po něm obě bitevní lodě pálily do poslední chvíle těžké granáty. Později Nowaki dorazil do Jokosuky. Pak jedna z amerických lodí zpozorovala o něco jižněji další malou loď a k jejímu zničení byl určen torpédoborec USS Burns, který stíhač ponorek č. 24 brzy dohonil. Přestože japonská loď neměla v nerovném boji žádnou šanci, zahájila ihned palbu svým jediným třípalcovým dělem. Nakonec se rozstřílený č. 24 zádí napřed v 16:55 potopil. Na hladině plavalo asi 50-75 Japonců, ale mnozí z nich zvolili raději smrt. Burns nakonec vzal na palubu kvůli identifikaci lodě jen 6 mužů.

## 18. února 1944

### Druhý útok na vojenské lodě ve vodách atolu
V pátek 18. února 1944 americké palubní letouny opět útočily nemilosrdně na japonské cíle v atolu Truk a jeho okolí. Torpédoborec Fumizuki, poškozený předchozího dne, se navzdory pomoci torpédoborce Macukaze a cílové lodi Hakači (obě lodě utrpěly během záchranné operace střední poškození od pum, jež dopadly v těsné blízkosti) stejně během noci potopil. Zahynulo 29 mužů, ale většinu posádky včetně velitele se podařilo dostat do bezpečí. Skupina letadel z Yorktown si vybrala jako cíl ze severu do laguny připlouvající torpédoborec Oite, na jehož palubě byla i posádka lehkého křižníku Agano, který torpédovala 16. února severně od atolu ponorka USS Skate, a jeden Avenger ho zasáhl torpédem do středoboku těsně za můstek. Oite se okamžitě rozlomil a zmizel pod hladinou. Nikdo z 523 trosečníků zachráněných o 2 dny dříve nepřežil. S rozervanou lodí šlo ke dnu i 172 členů posádky včetně velitele. Zachránilo se jen asi 20 mužů. Další letouny potopily stíhač ponorek č. 29. Přesný čas jeho potopení ale není znám.

### Letadla opět proti transportům
Střemhlavé bombardéry z letadlové lodě Essex zasáhly u ostrova Eten těžkou bombou transportní loď Fudžikawa Maru, poškozenou už předchozího dne. Loď zachvátily plameny, ale nepřestávala pálit ze všech hlavní. Po tomto útoku se Fudžikawa Maru začala plnit vodou a pomalu se po zádi nořit pod hladinu. Ránu z milosti ji zasadily dva torpédové bombardéry z lehké letadlové lodi Monterey, které zasáhly loď torpédem, jež explodovalo u středoboku na pravé straně trupu a střepiny zasáhly zadní část můstku. Následovala silná exploze a v 7:15 se loď v plamenech potopila.

## Bilance ztrát
Celkem potopily americké letouny při 30 náletech u Truku lehký křižník Naka, pomocný křižník Akagi Maru, torpédoborce Tačikaze, Oite a Fumizuki, 2 plovoucí základny ponorek (Heian Maru a Rio de Janeiro Maru), 2 stíhače ponorek, dopravní loď letadel Fudžikawa Maru a 2 ex pomocné křižníky (Aikoku Maru a Kijozumi Maru). Dále kleslo ke dnu 5 tankerů (Fudžisan Maru, Hanagawa Maru, Hojó Maru, Tonan Maru č. 3 a Šinkoku Maru) a 19 transportních lodí (Amagisan Maru, Gosei Maru, Hoki Maru, Hokujó Maru, Kenšó Maru, Reijó Maru, San Francisco Maru, Sankisan Maru, Seiko Maru, Momogawa Maru, Nagano Maru, Nippo Maru, Macutani Maru, Unkai Maru č. 6, Jamagiri Maru, Jubae Maru, Zuikai Maru, Tacuha Maru a Taihó Maru), které měly celkem 137 100 brt. Bylo zničeno 250 japonských letadel. Na paluby mateřských letadlových lodí se nevrátilo 25 amerických strojů.